# ریو هوریکاوا
ریو هوریکاوا (انگلیسی: Ryō Horikawa; ۱ فوریهٔ ۱۹۵۸ – ) صداپیشه، بازیگر، و بازیگر خردسال اهل ژاپن بود. وی از سال ۱۹۸۴ میلادی تاکنون مشغول فعالیت بوده‌است.